# أوركوت
أوركوت (بالإنجليزية: Orkut) هي شبكة اجتماعية تحت ملكية شركة جوجل, أسست في يناير عام 2004 . من طرف أوركوت بيوكوكتن

## المميزات
| الحركة على شبكة أوركوت                 |                  |  |        |
| الحركة على أركوت كما في 31 مارس, 2004  |                  |  |        |
|                                        | الولايات المتحدة |  | 51.36% |
|                                        | اليابان          |  | 7.74%  |
|                                        | البرازيل         |  | 5.16%  |
|                                        | هولندا           |  | 4.10%  |
|                                        | المملكة المتحدة  |  | 3.72%  |
|                                        | أخرى             |  | 27.92% |
| الحركة على أركوت كما في 30 سبتمبر 2014 |                  |  |        |
|                                        | البرازيل         |  | 53.5%  |
|                                        | الهند            |  | 18.4%  |
|                                        | الصين            |  | 6.4%   |
|                                        | الولايات المتحدة |  | 3.3%   |
|                                        | اليابان          |  | 2.7%   |
|                                        | أخرى             |  | 15.7%  |

## إعادة التصاميم
تتوفر أوركوت في 48 لغة مختلفة وهي:
| - البنغالية - الكتلانية - الصينية المبسطة - الصينية التقليدية - التشيكية - الدنماركية - الهولندية - الإنجليزية (الولايات المتحدة) - الإنجليزية (المملكة المتحدة) - إسبرانتو - الإستونية - الفاروية - الفلبينية - الفنلندية - الفرنسية - الألمانية | - اليونانية - Guarani - الهوسائية - الهاوائيه - العبرية - الهندية - الإيطالية - اليابانية - الجاوية - Kannada - الكازاخية - Kinyarwanda - Kirundi - الكورية - الكردية - القيرغيزية - اللاو - اللاتينية | - اللاتفية - Lingala - اللتوانية - Luganda - الماليالامية - الماراثية - البولندية - البرتغالية (البرازيل) - البرتغالية (البرتغال) - الروسية - السويدية - التيلوغويه - التاميلية - Oriya |

## وصلات خارجية
- الموقع الرسمي